# A.C.F. Milan
A.C.F. Milan – włoski klub piłki nożnej kobiet z siedzibą w Mediolanie. Autonomiczna sekcja klubu A.C. Milan.

## Historia
Chronologia nazw:
- 1965: A.C.F. Milano
- 1968: Abano A.C.F. Milano
- 1968: A.C.F. Sanyo Milano
- 1970: A.C.F. Gommagomma Milano
- 1970: A.C.F. Gommagomma Meda
- 1972: A.C.F. Milano
- 1974: U.S. Lombarda Calcio
- 1974: U.S. Femminile Milan
- 1975: A.C.F. GBC Milan
- 1978: A.C.F. Mediolanum Milan
- 1979: A.C.F. Milan
- 1981: U.S.F. Nuvola Milan
- 1982: U.S.F. Milan Trezzano
- 1984: A.C.F. Milan Trezzano
- 1986: A.C.F. Milan
- 1987: A.C.F. Milan Jolly Sport
- 1989: A.F.C. Milan
- 1992: A.C.F. Milan

Klub piłkarski A.C.F. Milano został założony w mieście Mediolan w 1965 roku przez Valeria Rocchi. W 1968 klub przystąpił do U.I.S.P. i z nazwą Abano A.C.F. Milano startował w mistrzostwach ligi, w której zajął drugie miejsce. Po zakończeniu sezonu zmienił nazwę na A.C.F. Sanyo Milano. W 1970 Valeria Rocchi ustępuje stanowisko prezesa dla przemysłowca Luciano Baserga, który przeniósł klub do Medy przyjmując najpierw nazwę A.C.F. Gommagomma Milano, a w maju na A.C.F. Gommagomma Meda. W 1970 klub osiągnął swój pierwszy sukces, zdobywając tytuł mistrzowski.
W 1971 nie uczestniczył w rozgrywkach o mistrzostwo Włoch, a w 1972 z nazwą A.C.F. Milano startował w Serie A. W 1974 klub połączył się z Associazione Calcio Femminile Ambrosiana Milano, a później z Calcio Femminile Peco Bergamo, stając się Unione Sportiva Lombarda Calcio. Po zakończeniu sezonu 1974 zmienił nazwę na U.S. Femminile Milan. W 1980 po zajęciu trzeciego miejsca zrezygnował z występów w najwyższej klasie i w 1981 startował w Serie C lombardo. 
W 1983 z nazwą U.S.F. Milan Trezzano powrócił do Serie B. W sezonie 1986/87 zajął pierwsze miejsce w grupie A i zdobył awans do Serie A. Po uzyskaniu sponsora A.C.F. Milan Jolly Sport znów startował w najwyższej klasie. Jednak powrót był nieudanym - przedostatnie miejsce w ligowej tabeli i spadek do Serie B. W następnym sezonie znów został zdegradowany, tym razem do Serie C. Klub stracił sponsora i stał nazywać się A.F.C. Milan. W 1990 powrócił do Serie B, a w 1992 roku klub przyjął obecną nazwę A.C.F. Milan. W sezonie 1993/94 zajął pierwsze miejsce w grupie A i znów wrócił do Serie A. W 1998 po raz trzeci zdobył Puchar, a w 1999 został czterokrotnym mistrzem kraju. W 1999 i 2000 do kolekcji trofeów dodał Superpuchar Włoch. Ale po okresie świetnej gry nastąpił spadek formy sportowej. Sezon 2008/09 zakończył na ostatniej 12.pozycji i spadł do Serie A2. W sezonie 2011/12 znów zagrał w Serie A, ale nie utrzymał się w niej. W następnym sezonie 2012/13 znów był ostatnim w tabeli ligowej i został zdegradowany do Serie C. Jednak klub zrezygnował z dalszych występów i został rozwiązany.

## Sezon po sezonie
| - 1965 - powstanie drużyny - 1968 - 2. miejsce Mistrzostw Włoch federacji U.I.S.P. - 1969 - 9. miejsce w Serie A federacji F.I.C.F. - 1970 - Mistrzostwo Włoch federacji F.I.C.F. - 1971 - nie brał udziału - 1972 - 10. miejsce w grupie B Serie A połączonej federacji F.F.I.U.A.G.C. - 1973 - Mistrzostwo Włoch - 1974 - 5. miejsce w Serie A - 1975 - Mistrzostwo Włoch, Puchar Włoch - 1976 - 2. miejsce w Serie A, Puchar Włoch - 1977 - 3. miejsce w Serie A - 1978 - 6. miejsce w Serie A - 1979 - 5. miejsce w Serie A - 1980 - 3. miejsce w Serie A - 1981 - 1. miejsce w grupie A Serie C lombarda - 1982 - 1. miejsce w Serie C lombarda - 1983 - 6. miejsce w grupie A Serie B - 1984 - 7. miejsce w grupie B Serie B - 1985 - 4. miejsce w grupie B Serie B - 1985-86 - 4. miejsce w grupie A Serie B - 1986-87 - 1. miejsce w grupie A Serie B - 1987-88 - 15. miejsce w Serie A - 1988-89 - 11. miejsce w grupie A Serie B - 1989-90 - 1. miejsce w Serie C lombarda | - 1990-91 - 7. miejsce w grupie A Serie B - 1991-92 - 4. miejsce w grupie A Serie B - 1992-93 - 4. miejsce w grupie A Serie B - 1993-94 - 1. miejsce w grupie A Serie B - 1994-95 - 11. miejsce w Serie A - 1995-96 - 10. miejsce w Serie A - 1996-97 - 4. miejsce w Serie A - 1997-98 - 4. miejsce w Serie A, Puchar Włoch - 1998-99 - Mistrzostwo Włoch, Superpuchar Włoch - 1999-00 - 2. miejsce w Serie A, Superpuchar Włoch - 2000-01 - 4. miejsce w Serie A - 2001-02 - 6. miejsce w Serie A - 2002-03 - 8. miejsce w Serie A - 2003-04 - 3. miejsce w Serie A - 2004-05 - 7. miejsce w Serie A - 2005-06 - 6. miejsce w Serie A - 2006-07 - 6. miejsce w Serie A - 2007-08 - 9. miejsce w Serie A - 2008-09 - 12. miejsce w Serie A - 2009-10 - 4. miejsce w grupie A Serie A2 - 2010-11 - 1. miejsce w grupie A Serie A2 - 2011-12 - 13. miejsce w Serie A - 2012-13 - 12. miejsce w grupie C Serie A2 |

## Stadion
Klub rozgrywa swoje mecze domowe na stadionie Campo sportivo URI w Mediolanie, który może pomieścić 1000 widzów.

## Sukcesy

### Trofea międzynarodowe
Nie uczestniczył w rozgrywkach europejskich (stan na 01-01-2017).

### Trofea krajowe
- Serie A (I poziom):
  - mistrz (4): 1970, 1973, 1975, 1998/99
  - wicemistrz (3): 1968, 1976, 1999/00
  - 3.miejsce (3): 1977, 1980, 2003/04

- Serie B/A2 (II poziom):
  - mistrz (3): 1986/87 (grupa A), 1993/94 (grupa A), 2010/11 (grupa A)

- Puchar Włoch:
  - zdobywca (3): 1975, 1976, 1997/98
  - finalista (3): 1977, 1998/99, 1999/00

- Superpuchar Włoch:
  - zdobywca (2): 1998, 1999